# 埼玉県立川口高等技術専門校
埼玉県立川口高等技術専門校（さいたまけんりつかわぐちこうとうぎじゅつせんもんこう）は、埼玉県川口市にある県立の職業能力開発校。

## 設置訓練科
2年コース
- 情報処理科
- 空調システム科

短期コース
- 機械科（デュアルシステム）
- ビル管理科

## 沿革
- 1952年（昭和27年）　埼玉県川口公共職業補導所として開所
- 1986年（昭和61年）　埼玉県立川口高等技術専門校に改称
- 1991年（平成3年）　現在の校舎を竣工

## スキルアップ講習
- 在職者を対象とした、短期間（12 - 24時間程度）の講習を実施

## アクセス
- JR京浜東北線西川口駅からバス5分（東口２番乗り場から朝日5丁目ゆき、「青木中学校」停留所下車）
- 埼玉高速鉄道線南鳩ヶ谷駅からバス4分（「中居」停留所から西川口駅東口ゆき、「青木中学校」停留所下車）